# Bank of America
Bank of America – jeden z największych banków świata. Pod względem wielkości aktywów zajmuje 1. miejsce w USA wśród banków. Ma siedzibę w Charlotte w Karolinie Północnej. Korzenie banku sięgają 1784, kiedy to został założony Bank of Massachusetts.

## Historia
Bank of America powstał na skutek całego szeregu fuzji i przejęć. Nazwa pochodzi od założonego w 1923 w Los Angeles Bank of America. W 1929 bank ten połączył się z Bank of Italy. W 1982 bank kupił Seafirst Corporation, a w 1992 Security Pacific Corporation.
W 1998 Bank of America został kupiony przez NationsBank. Kupujący przyjął również nazwę Bank of America. Nowy bank przejął następnie FleetBoston Financial, którego korzenie sięgały do 1784.

### BankAmericard
BankAmericard to poprzedniczka karty Visa. Bank of America był jej twórcą. Już w 1959 zaczął wydawać karty kredytowe pod tą nazwą. W 1976 nazwę zmieniono na Visa.

## Budynki banku
- 555 California Street (San Francisco)
- Bank of America Center (Houston)
- Bank of America Corporate Center (Charlotte)
- Bank of America Plaza (Atlanta)
- Bank of America Plaza (Dallas)
- Bank of America Tower (Los Angeles)
- Bank of America Tower (Nowy Jork)
- Columbia Center (Seattle)

## Bank of America w Polsce
Bank of America działał również w Polsce – pod nazwą Bank of America Polska SA. Od 1997 posiadał jedną placówkę w Warszawie, która zajmowała się obsługą głównie dużych przedsiębiorstw.
W 2003 Bank of America Polska SA został nabyty przez Santander Consumer Bank.